# Alstroemeria kingii
Alstroemeria kingii är en alströmeriaväxtart som beskrevs av Rodolfo Amando Philippi. Alstroemeria kingii ingår i släktet alströmerior, och familjen alströmeriaväxter. Inga underarter finns listade i Catalogue of Life.